# OKK Belgrado
El OKK Belgrado  (en serbio Omladinski košarkaški klub Beograd, en cirílico ОКК Београд) es el club de baloncesto del club polideportivo OSD Beograd con sede en la ciudad de Belgrado. Fue fundado en 1945. Actualmente participa en la máxima categoría del baloncesto serbio, la Košarkaška Liga Srbije.

## Historia
El club nace poco después de finalizar la Segunda Guerra Mundial, en 1945, el mismo año en el cual se pusieron en marcha otros dos clubes de prestigio de la ciudad de Belgrado, como son el Estrella Roja y el Partizan. Surge por la iniciativa de la Unión de Trabajadores del Metal de Yugoslavia, la conocida como "klonfera", con la denominación de KK Metalac. En su primera participación el la liga yugoslava, en 1946, lograron la sexta posición.
En 1950 cambió la denominación a KK BSK (Belgrado Sports Club), y desde esa fecha hasta 1958, cuando ya accedieron a la actualdenominación, fueron los momentos más difíciles del club, sin apenas recursos y teniendo que jugar al aire libre. Pero en 1958 nació la denominada era dorada del club, que contaba en sus filas con una generaciónd e jugadores como Radivoj Korać, Slobodan Gordić, Bogomir Rajković, Trajko Rajković, Miodrag Nikolić y Milorad Erkić, contando como entrenadores con Borislav Stanković and Aleksandar Nikolić. En menos de una década, el OKK Belgrado consiguió cuatro ligas de Yugoslavia, en 1958, 1960, 1963 y 1964, así como dos trofeos de Copa en 1960 y 1962. En ese mismo periodo de tiempo también alcanzó las semifinales de la Copa de Europa en tres ocasiones, pero viendo cortado el camino a la final en 1959 por el Academic Sofia, en 1964 por el Spartak Brno y en 1965 por el Real Madrid. Pasados esos años gloriosos, los resultados cayeron en picado. No obstante, alcanzaron la final de la Copa Korać en 1972, en la que cayeron antre otro equipo yugoslavo, el KK Cibona, conocido entonces como KK Lokomotiva. Tuvieron que pasar 21 años hasta conseguir un nuevo triunfo, la copa de 1993.
Desde 2006 compite en la liga serbia, y, aunque descendió al año siguiente, regresó en 2010, siendo su mejor clasificación hasta la fecha el séptimo puesto logrado en 2011.

## Palmarés
- YUBA Liga (4)

1958, 1960, 1963, 1964
- Copa de Yugoslavia (3)

1960, 1962, 1993

## Jugadores destacados
- Nemanja Bezbradica
- Andrija Bojić
- Vlade Đurović
- Kimani Ffriend
- Paul Henare
- Žarko Knežević
- Radivoj Korać
- Trajko Rajković
- Borislav Stanković
- Ljubomir Stanković
- Bogdan Tanjević

## Entrenadores
| - Miroljub Denić (1946–1948) - Radomir Putnik (1949) - Mihajlo Krnić (1950–1951) - Aleksandar Nikolić (1952) - Strahinja Alagić (1953) - Borislav Stanković (1954–1961) - Aleksandar Nikolić (1962–1963) - Borislav Stanković (1964–1965) - Slobodan Ivković (1966–1967) - Todor Lazić (1967–1968) - Borivoje Cenić (1968–1969) - Borislav Stanković (1969–1970) - Borivoje Cenić, Branislav Rajačić (1970–71) - Borivoje Cenić (1971–1972) - Todor Lazić (1972–1975) - Branislav Rajačić (1975–1979) - Slobodan Ivković (1979–80) - Branislav Rajačić, Slobodan Ivković, Petar Marković (1980–81) - Slobodan Ivković, Duško Vujošević (1981–82) - Duško Vujošević (1982–83) - Vojislav Vezović (1983–84) | - Dragoljub Pljakić (1984–85) - Dragoljub Pljakić, Životije Ranković (1985–86) - Životije Ranković, Zdravko Rajacić (1986–87) - Zdravko Rajačić (1987–1989) - Veselin Matić (1989–90) - Marijan Novović (1990–91) - Marijan Novović, Gordan Todorović, Vojislav Vezović (1991–92) - Rajko Žižić (1992–93) - Rajko Žižić, Gordan Todorović (1993–94) - Igor Kokoškov, Ivan Jeremić (1994–95) - Zoran Prelević (1995–96) - Slobodan Nikolić (1996–97) - Nenad Vučinić (2002–2003) - Jovica Antonić (2003) - Luka Pavićević (2003–2004) - Dejan Mijatović (2004–2006) - Vlade Đurović (2011–2013) - Milovan Stepandić (2013–2015) - Vlade Đurović (2015–2016) - Darko Kostić (2016–presente) |